# Sebastian Aho (ishockeyspelare född 1996)
Sebastian Johannes Aho, född 17 februari 1996 i Umeå, är en svensk professionell ishockeyspelare som spelar för New York Islanders i NHL.
Aho draftades som 139:e spelare totalt i NHL Entry Draft 2017 av New York Islanders, efter att ha blivit ratad i tre tidigare drafter.
Han tecknade ett treårigt entry level-avtal med Islanders den 5 juli 2017 och gjorde NHL-debute den 31 december 2017 i en 6-1-förlust mot Colorado Avalanche. Den 7 januari 2018 gjorde Aho sitt första mål och assist i en 5-4-match mot New Jersey Devils.

## Juniorlandslaget
Aho deltog i U17 WHC (World U-17 Hockey Challenge) 2013 för Sveriges Team 17 och vann guld.

## TV-pucken
Aho ledde Västerbotten till seger i TV-pucken 2012, och valdes till turneringens Most Valuable Player.

## Meriter
- Tv-pucken Brons 2011
- Tv-pucken Guld 2012
- U17 WHC Guld 2013